# Saint-Barthélemy
För andra betydelser, se Saint Barthélemy.

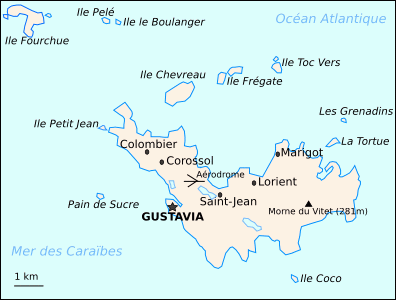
Karta över ön.

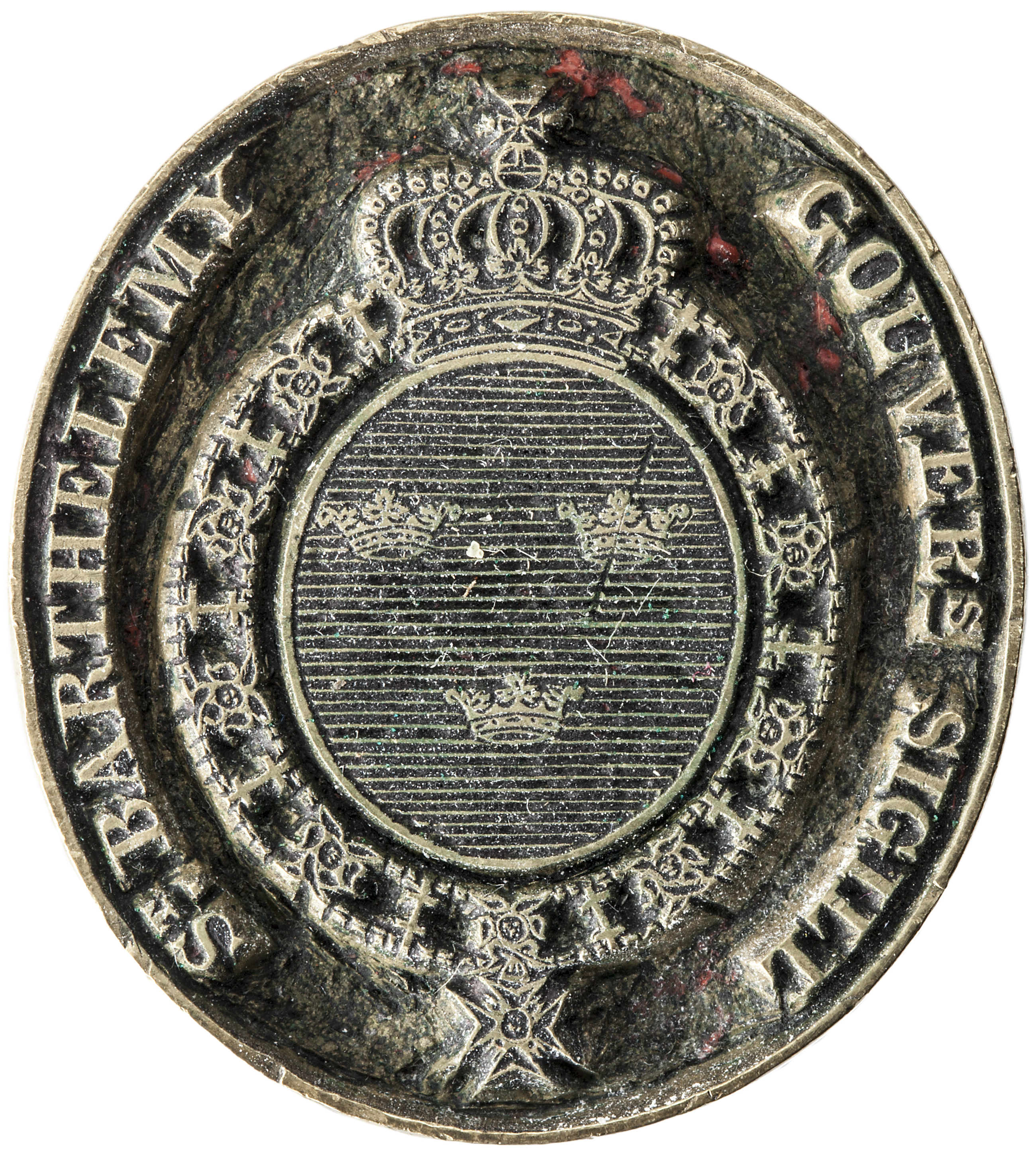
Stämpel för den svenska guvernören på Sankt Barthélemy.

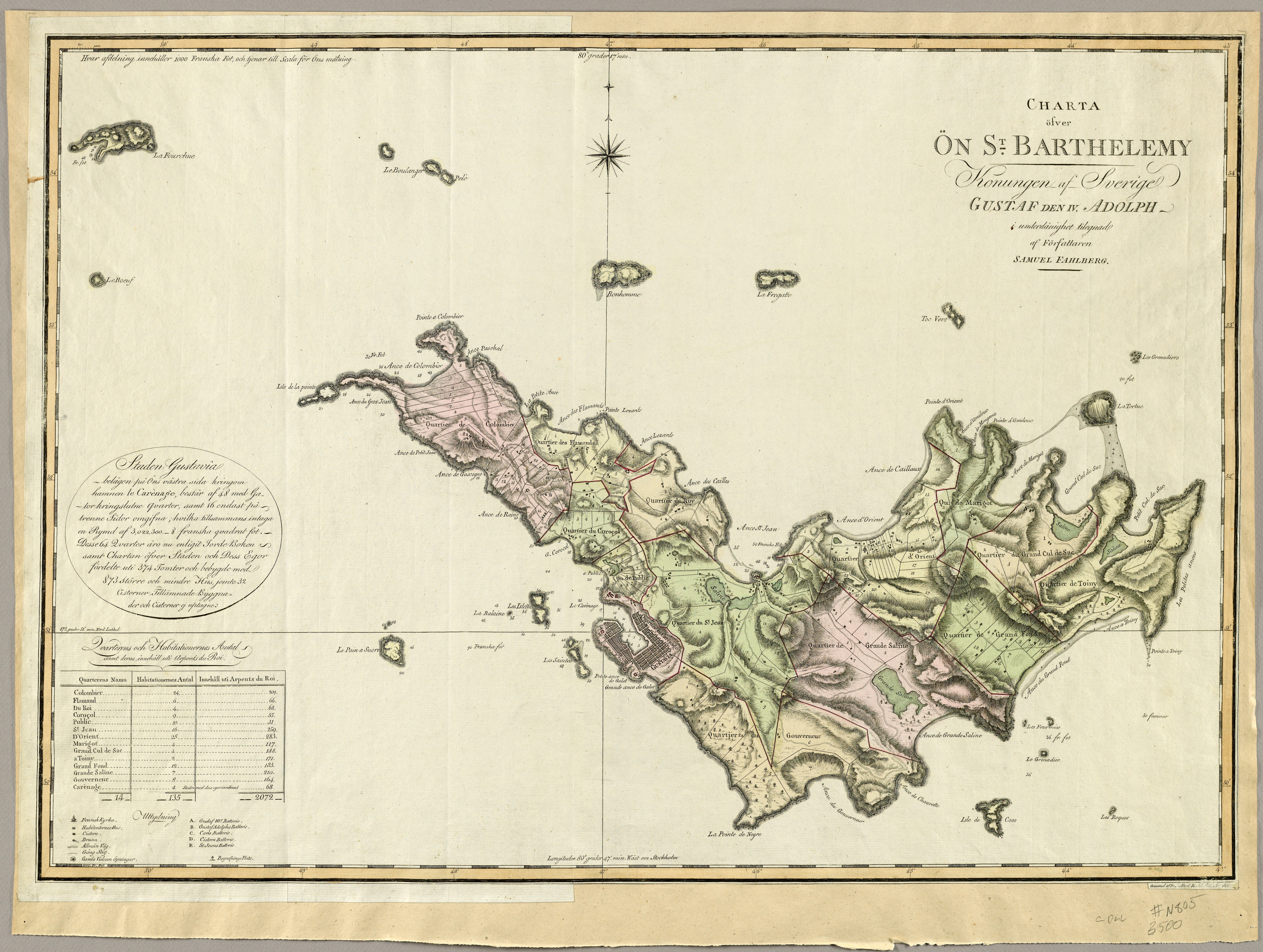
Karta över Sant-Barthélemy år 1801.

Saint-Barthélemy (svenska: Sankt Barthélemy, alternativt Sankt Bartalomeus; engelska: Saint Barts eller Saint Barths; franska: även Saint Barth) är ett franskt utomeuropeiskt förvaltningsområde i Karibien. Den är en del av ögruppen Små Antillerna. Ön var åren 1784–1878 en svensk koloni, varefter den såldes tillbaka till Frankrike. Det svenska arvet på ön består av namngivningen av orter och gator samt öns vapen som bär de tre kronorna.
Från 1963 bildade Saint-Barthélemy tillsammans med den franska delen av grannön Saint-Martin ett arrondissement i departementet Guadeloupe. Sedan 2007 benämns Saint Barthélemy som Collectivité de Saint-Barthélemy, och är ett fristående utomeuropeiskt förvaltningsområde (Collectivité d’outre-mer) och har i den egenskapen visst självstyre. Huvudort är Gustavia, namngiven efter Gustav III.

## Historia
År 1492 anlände Christofer Columbus till Saint-Barthélemy och han döpte ön efter sin bror Bartolomeo. År 1648 annekterades ön av Frankrike som den tillhörde fram till 1784. Ludvig XVI av Frankrike överlät ön till Sverige 1784 och i gengäld fick fransmännen handelsrättigheter i Göteborg. Den var en svensk koloni från 1784 till 1878 då den såldes tillbaka till Frankrike för 300 000 kronor av Oscar II. Sverige bedrev slavhandel på denna ö åren 1784–1847 (se den svenska slavhandeln), vilket var en del av Triangelhandeln.

### Svenska perioden
År 1771 blev Gustav III Sveriges konung. Han ville att Sverige skulle återupprättas som en europeisk stormakt. Han hade blivit inspirerad av Danmarks stora vinster från dess kolonier i Västindien, och ville ha egna kolonier, som på den tiden var en symbol för makt och prestige. Den 23 augusti 1784 höll kungen ett möte med riksrådet och berättade att Sverige nu ägde en ö i Västindien. Detta kom uppenbarligen som en överraskning för många av ledamöterna i rådet. Den första rapporten om ön kom från den svenska generalkonsuln Simon Bérard i den franska staden L'Orient. Han rapporterade att:
"Den (Saint-Barthélemy) är en mycket obetydlig ö, utan strategisk position. Den är mycket fattig och torr, med en synnerligen liten befolkning. Bara salt och bomull produceras där. En stor del av ön utgörs av sterila klippor. Ön har inget sötvatten; alla brunnarna på ön ger bara bräckt vatten. Vatten måste importeras från närliggande öar. Det finns inga vägar någonstans." Enligt Bérard fanns det inga större möjligheter att börja med jordbruk på grund av den dåliga jorden. Öns enda fördel var en bra hamn. Bérard rekommenderade att ön skulle göras till ett frihandelsområde. Vid den tiden hade Frankrike problem med att transportera de slavar som behövdes till kolonierna i området. Sverige skulle kunna försöka att exportera ett bestämt antal slavar till de franska kolonierna i området varje år. En annan tanke som Gustav III hade med ön var att använda den som länk för att kunna exportera svenska varor till USA, framförallt järn.
Om Saint-Barthélemy blev en framgång kunde Sverige senare expandera till flera öar i området. De ledande länderna inom slavhandeln i Europa, Frankrike, Nederländerna, Portugal, Spanien och Storbritannien, hade stora inkomster från vissa karibiska öar. Gustav III följde Bérards rekommendationer och försökte göra Saint-Barthélemy till ett frihandelscenter. Slaveriet reglerades genom en lagstiftning Code noir suédois, "svenska svarta lagen", som ursprungligen skrevs på franska sedan på engelska.

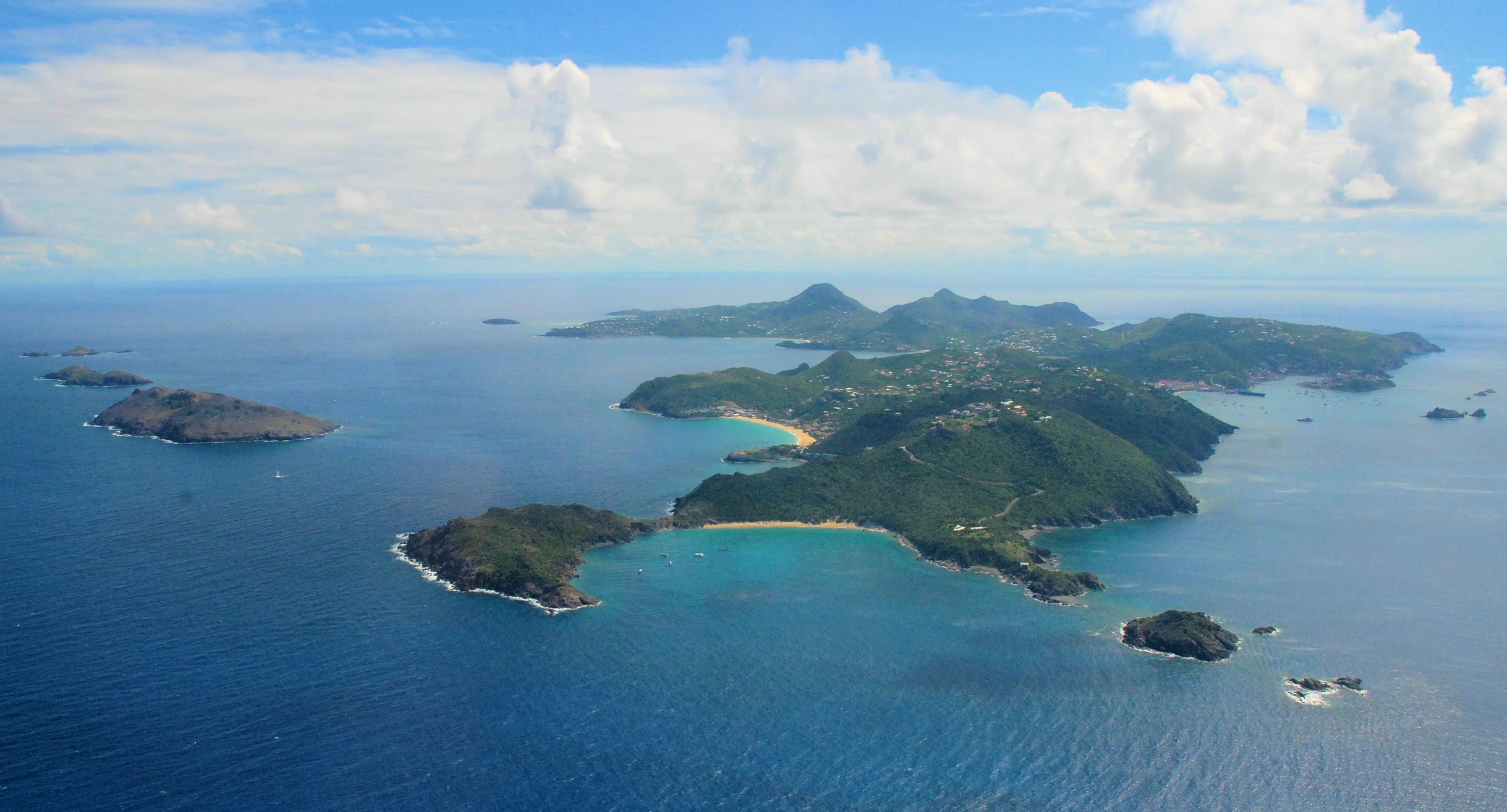
Vy över Saint-Barthélemy.

Kolonins lönsamhet minskade sedan Storbritannien öppnat sina västindiska hamnar för amerikansk handel, samtidigt som de spanska och portugisiska kolonierna i Sydamerika och Mellanamerika blivit fria och allmän frihandel införts. När vinsten uteblev måste svenska staten årligen skjuta till pengar för att bekosta öns underhåll, varför det år 1877 slöts ett fördrag med Frankrike om att återlämna Saint-Barthélemy. Efter en folkomröstning, där bara 352 personer röstade och endast en röst var för fortsatt svensk tillhörighet, överlämnades ön den 16 mars 1878 varpå Frankrike löste in svensk egendom på ön.
Inför omröstningen bedrev franska präster stark propaganda bland befolkningen att den inte fick försumma tillfället att tillhöra "den enda saliggörande kyrkan", d.v.s. den katolska. Samtidigt hoppades svenskarna att befolkningen skulle få bättre levnadsvillkor under Frankrike genom att knytas närmare franska öar i närheten. Vid det ceremoniella överlämnandet var dock befolkningen starkt berörd. Vid halningen av svenska flaggan hördes verop över hela ön och invånare ryckte till sig flaggor som halats från byggnader m.m. och visade sin vördnad.

#### Svenska Västindiska Kompaniet
På hösten 1786 startades det Svenska Västindiska Kompaniet på ön. Kungen berättade för aktieägarna att de kunde se fram emot stora vinster. Alla som hade råd tilläts köpa aktier men kungen behöll 10 procent av aktierna vilket gjorde honom till den största aktieägaren. Den 31 oktober samma år upprättades ett privilegiebrev för Västindiska Kompaniet. Företaget gavs rättighet att handla med slavar mellan Afrika och Västindien som en del av Triangelhandeln. Paragraf 14 i brevet löd: "Kompaniet är fritt att bedriva slavhandel på Angola och den Afrikanska kusten, där sådant är tillåtet." Vinsterna från Västindiska Kompaniet delades så att kungen fick en fjärdedel och kompaniet tre fjärdedelar, trots att kungen bara ägde 10 procent av bolaget. Den 12 mars 1790 introducerades en ny tullskatt samt en konstitution för ön. Lagarna var utformade för att göra Saint-Barthélemy till ett frihandelscentrum. De nya lagarna gav mycket stor frihet till handlande från hela världen.

#### Guvernörer (1784–1878)
| Namn                                         | Årtal     |
| -------------------------------------------- | --------- |
| Salomon Maurits von Rajalin (1757–1825)      | 1785–1787 |
| Pehr Herman Rosén von Rosenstein (1763–1799) | 1787–1790 |
| Carl Fredrik Bagge af Söderby (1750–1828)    | 1790–1795 |
| Georg Henrik Johan af Trolle (1763–1824)     | 1795–1801 |
| Hans Henrik Anckarheim (1748–1814)           | 1800–1812 |
| Berndt Robert Gustaf Stackelberg (1784–1845) | 1812–1816 |
| Johan Samuel Rosensvärd (1782–1818)          | 1816–1818 |

| Namn                                 | Årtal     |
| ------------------------------------ | --------- |
| Carl Fredrik Berghult (1794–1834)    | 1818–1819 |
| Johan Norderling (1760–1828)         | 1819–1826 |
| James Haarlef Haasum (1791–1871)     | 1826–1860 |
| Fredrik Carl Ulrich (1808–1868)      | 1860–1868 |
| Georg Wilhelm Netherwood (1828–1903) | 1868      |
| Bror Ludvig Ulrich (1818–1887)       | 1868–1878 |

#### Svenska förbindelser i dag
Piteå är Saint-Barthélemys vänort i Sverige. Den 14 maj 1995 invigdes Rue de Piteå vid nyrestaurerade Wall House i Gustavia. 

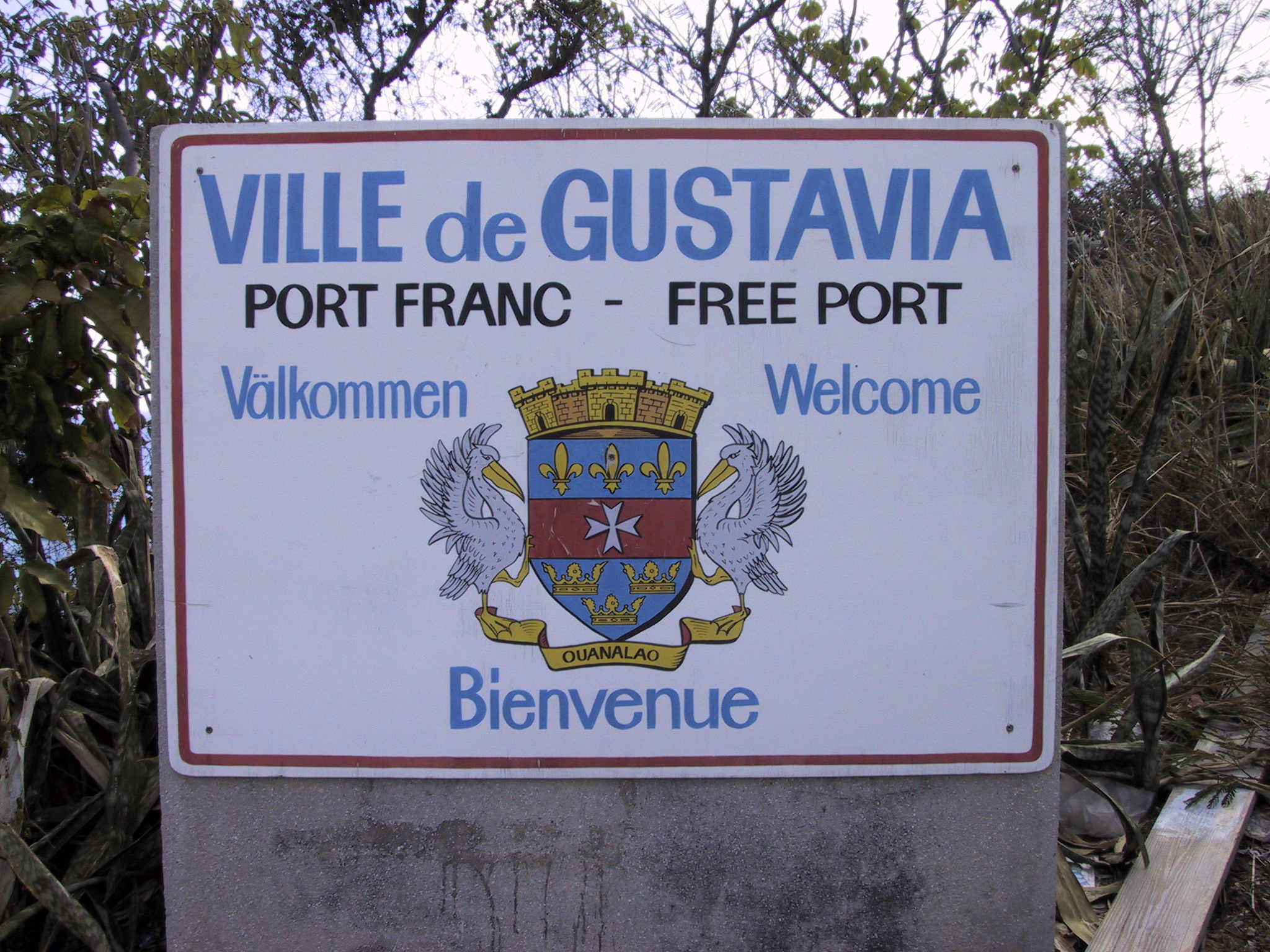
Välkomstskylt på tre språk, engelska, franska och svenska.

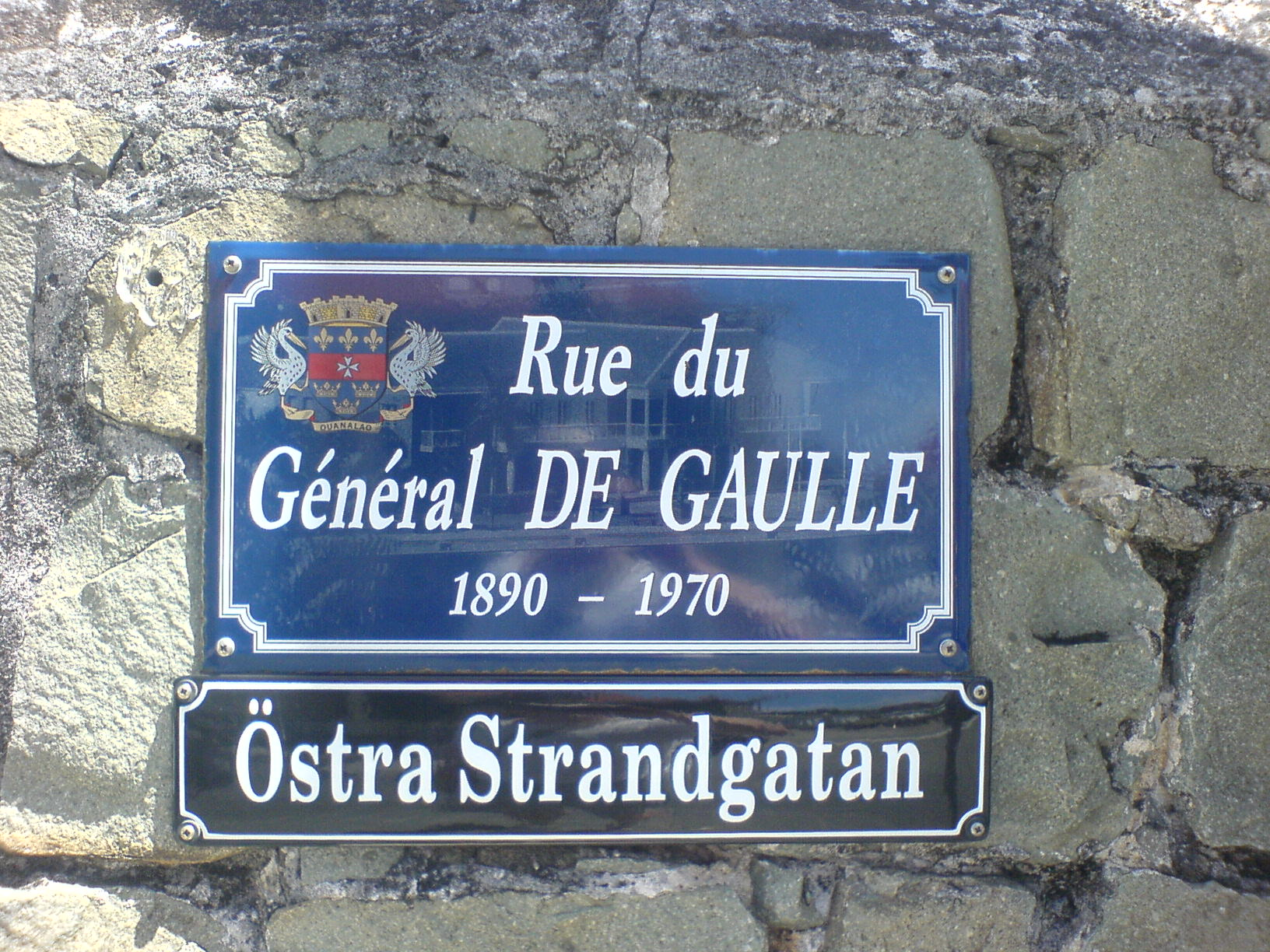
Gatuskylt för Östra Strandgatan.

Det svenska kulturarvet värnas varmt på Saint Barthélemy av såväl kommunen som Föreningen Sveriges vänner (L'Association SAINT-BARTH des Amis de Suède, allmänt förkortat ASBAS), vars medgrundare samt hedersordförande var Marius Stakelborough (död 18 juni 2020), som har besökt Piteå åtminstone åtta gånger och inför kommunfullmäktige utropats av kommunfullmäktiges ordförande Axel Bogren som hedersmedborgare i Piteå. Han var den ende på ön med ett svenskklingande efternamn, troligen förvärvat av hans förfäder från den svenske guvernören Berndt Robert Gustaf Stackelberg, som var guvernör på ön 1812–1816. År 1981 samt 2012 förlänades han Nordstjärneorden och 1988 var han en av värdarna när kung Carl XVI Gustaf och drottning Silvia besökte Saint Barthélemy.
I februari 1996 valdes som ny ordförande i ASBAS Arlette Magras i Gustavia. 
År 2010 gjorde den kulturhistoriska föreningen Westgiöta Gustavianer ett besök på ön. De förevisade då bland annat hur krigsväsendet såg ut under den gustavianska tiden på ön.
Fram till 2007 var ön en del av det utomeuropeiska departementet Guadeloupe. Det var då en formellt egentlig del av Frankrike, och en del av EU. År 2007 blev ön ett förvaltningsområde med självstyre och lämnade på grund av detta EU den 1 januari 2012 då den övergick till att bli ett utomeuropeiskt territorium.
I Gustavia fanns ett svenskt vicekonsulat mellan 1877 och 1903 (vicekonsulerna Ridderhjerta och Netherwood). Sedan 1997 finns åter ett svenskt konsulat under konsul Magras.

## Geografi och klimat

Karta över ögruppen.

Saint-Barthélemy ligger 250 km öst om Puerto Rico, 230 km nordväst om Guadeloupe och 25 km sydöst om Saint Martin. Öarna Saba och Anguilla i Små Antillerna ligger också i närheten. Ön har en 32 kilometer lång kustlinje och den högsta punkten är Vitet på 286 meter över havet. Öns ekonomiska zon är på 4000 km².

Topografisk karta över ön.

Ön är kuperad och har en yta på 21 km², inklusive småöarna runtom uppgår ytan till 25 km². Några av småöarna är Île Chevreau, Île Coco, Île Fourchue, Île Frégate, La Tortue, Île le Boulanger, Les Grenadiers, Le Pain de Sucre, Île Pelé, Île Petit Jean och Île Toc Vers.
Saint-Barthélemy har tropiskt klimat. Medeltemperaturen under vintern är 26 °C med temperaturer upp till 33 °C. På sommaren är medeltemperaturen 28 °C med temperaturer upp till 35 °C. Vattnet är en grad varmare än luftens medeltemperatur och på eftermiddagen kan det regna. Det är inte ovanligt att det stormar, upp till orkanstyrka, i perioden mellan september och november.

## Politik
Administrativt var ön Saint-Barthélemy fram till 2003 en fransk kommun (commune de Saint-Barthélemy) och en del av Guadeloupe, som är en utomeuropeisk region och ett utomeuropeiskt departement, och därmed en del av EU. År 2003 röstade öns befolkning för att inte längre ingå i Guadeloupe och för att bli ett eget utomeuropeiskt område. Den 7 februari 2007 godkände det franska parlamentet ett lagförslag som gick ut på att ge Saint Barthélemy och den franska delen av grannön Saint Martin status som utomeuropeiska områden. Den nya statusen trädde i kraft den 22 februari 2007. Saint-Barthélemy fortsatte att vara en del av EU fram till den 1 januari 2012 då området övergick till att bli ett utomeuropeiskt land och territorium. Därmed står territoriet utanför unionen.
Det första lokalvalet på ön hölls den 1 juli 2007, där Bruno Magras och hans parti Saint-Barth d'abord! i samarbete med Union pour un Mouvement Populaire fick 72,33% av rösterna. En andra valomgång avlystes, då ett parti uppnått ensam majoritet. Resultat efter lokalvalet 2007:

### Administrativ indelning
Ön är indelad i 40 administrativa enheter, quartiers. Dessa är grupperade i två större enheter paroisses. Västra delen av ön (quartier 1-20 på kartan) kallas Sous le Vent, "läsidan" och den östra delen av ön (quartier 21-40 på kartan) kallas Au Vent, "vindsidan".
| |
| 1. Colombier 2. Flamands 3. Terre Neuve 4. Grande Vigie 5. Corossol 6. Merlette 7. La Grande Montagne 8. Anse des Lézards 9. Anse des Cayes 10. Le Palidor 11. Public 12. Col de la Tourmente 13. Quartier du Roi 14. Le Château 15. Aéroport 16. Saint-Jean 17. Gustavia 18. La Pointe 19. Lurin 20. Carénage 21. Morne Criquet 22. Morne de Dépoudré 23. Gouverneur 24. Anse du Gouverneur 25. Morne Rouge 26. Grande Saline 27. Petite Saline 28. Lorient 29. Barrière des Quatre Vents 30. Camaruche 31. Grand Fond 32. Toiny 33. Devet 34. Vitet 35. Grand Cul-de-Sac 36. Pointe Milou 37. Mont Jean 38. Marigot 39. Anse de Grand Cul-de-Sac 40. Petit Cul-de-Sac |

## Demografi
Saint Barthélemy genomförde en folkräkning i januari 2007. Resultatet var att ön hade 8 450 invånare Befolkningstätheten är 402 invånare per km². I motsats till många andra öar i Västindien är majoriteten av befolkningen vit.
Huvudspråk är kreol och franska.
| 1766                                                       | 1785 | 1812  | 1885  | 1961  | 1967  | 1974  | 1982  | 1990  | 1999  | 2007  |
| ---------------------------------------------------------- | ---- | ----- | ----- | ----- | ----- | ----- | ----- | ----- | ----- | ----- |
| 327                                                        | 950  | 5 482 | 2 600 | 2 176 | 2 351 | 2 491 | 3 059 | 5 038 | 6 852 | 8 450 |
| Officiella siffror från franska och svenska folkräkningar. |      |       |       |       |       |       |       |       |       |       |

## Ekonomi
Officiell valuta på ön är euro. För att kunna behålla euron även efter att territoriet lämnade EU den 1 januari 2012, slöts ett monetärt avtal mellan EU och Frankrike om att behålla valutan.
INSEE uppskattade 1999 Saint-Barthélemys bruttonationalprodukt till 179 miljoner euro , vilket motsvarar 26 000 euro per capita. BNP per capita år 1999 var 10 % högre än i den europeiska delen av Frankrike.
Saint-Barthélemy lever idag på turism, främst lyxturism. Ön är känd för att vara en tillflyktsort för kändisar. David Rockefeller var först ut. År 1957 byggde den amerikanske miljardären en ståtlig villa på halvön som skjuter ut i havet vid stranden Colombier. Det dröjde till början av 1970-talet innan en rad industrimagnater, skådespelare och fotomodeller följde efter.
Bland andra David Letterman, Pierce Brosnan och Harrison Ford har hus på Saint-Barthélemy invid Colombier Beach. Stamgäster på ön är Tom Cruise, Céline Dion, Brad Pitt, Cameron Diaz, Matt Dillon, Uma Thurman, Jay-Z, Goldie Hawn, Kurt Russell, Woody Allen och Steven Spielberg.[källa behövs]

### Kommunikationer
Ön har en liten flygplats, Saint Barthélemys flygplats, som betjänas av mindre flygplan. Flygplatsen hette tidigare Gustav III:s flygplats och var troligen den enda i världen som är direkt namngiven efter en svensk person.
De flesta flyg som anländer på ön har färre än 20 passagerare, och är små flygplan i stil med Twin Otter. Landningsbanan är bara 650 m lång och kan inte ta emot större plan. Öns flygsällskap flyger till båda flygplatserna på Saint Martin, och WinAir flyger till ön från Saint Martin. Charterflyg går från San Juan på Puerto Rico med Tradewind Aviation. Flygplatsen ligger på stranden St. Jean, och flygplanen flyger under landning rakt över huvudena på strandbesökarna. Skyltar på stranden uppmanar folk att inte ligga rakt under inflygningssträckan. Den närmaste flygplatsen för större flygplan ligger på Saint Martin där man oftast byter för att resa mellan Europa och Saint-Barthélemy.
Det finns en daglig färjeförbindelse från Gustavia till både den nederländska huvudstaden på Saint Martin, Philipsburg, och den franska, Marigot.
Mobiltelefoni för besökare debiteras enligt hög utlandstaxa, till skillnad från Saint Martins franska del som är kvar i EU och sedan juni 2017 har fri roaming för mobiltelefoni med EU-abonnemang.

## Kultur och symboler
Saint-Barthélemys vapen reflekterar de olika länder som har haft herraväldet. De tre liljorna representerar Frankrike. Malteserkorset representerar Malteserordens korta period och de tre kronorna representerar Sverige.